# 마산무학여자고등학교
마산무학여자고등학교(馬山舞鶴女子高等學校)는 대한민국 경상남도 창원시 마산회원구 회원동에 있는 사립 고등학교이다.

## 학교 연혁
- 1967년 11월 17일 : 덕명학원 설립인가, 초대 이사장 서천수 선생 취임
- 1972년 1월 24일 : 마산여자상업고등학교 설립 인가(6학급)
- 1972년 3월 1일 : 마산여자상업고등학교 개교
- 1972년 3월 1일 : 초대 교장 서익수 선생 취임
- 2000년 3월 1일 : 마산무학여자고등학교로 교명 변경
- 2012년 3월 2일 : 일반계고등학교로 전환 확정
- 2012년 7월 30일 : 교육감 학교배정 평준화지역 일반고 확정
- 2016년 6월 28일 : 제4대 서준렬 이사장 취임
- 2022년 12월 28일 : 제49회 졸업장 수여식(175명)
- 2023년 3월 2일 : 2023학년도 신입생 입학식(208명)
- 2023년 9월 1일 : 제8대 오순이 교장 취임

## 참고 자료
- 마산무학여자고등학교 - 한국교육학술정보원 학교알리미